# Kosmos 2506
Pour les articles homonymes, voir Persona 3.
Kosmos 2506, Cosmos 2506 ou Persona 3 est un satellite de reconnaissance russe de la série des Persona lancé le 23 juin 2015 depuis le cosmodrome de Plessetsk.

## Caractéristiques du satellite
Persona 3 est le troisième satellite de reconnaissance militaire russe de la série Persona. Il est développé par le Centre national de recherche et de production Progress à Samara en Russie.
Le satellite a une masse de sept à huit tonnes. Il est équipé du troisième télescope 17V321, conçu au début des années 1990 pour le programme Sapfir. Le télescope est doté d'un miroir primaire de 1,5 mètre de diamètre et a une résolution de 30 à 50 centimètres par pixel.
Le satellite doit rejoindre une orbite héliosynchrone à 703 kilomètres d'altitude.

## Lancement
Persona 3 est lancé avec succès depuis le cosmodrome de Plessetsk, en Russie le 23 juin 2015 à 16 h 44 UTC (19 h 44 heure de Moscou) par la fusée Soyouz-2.1b, et placé en orbite dix minutes plus tard. Il reçoit alors la désignation de Cosmos-2506,.
Selon le porte-parole du ministère de la Défense de Russie, les forces armées russes ont pris le contrôle du satellite à 18 h 25 UTC (21 h 25 heure de Moscou). Les systèmes d'observation fonctionnent alors correctement,.